# Chvojnice - mikroregion
Svazek obcí Chvojnice – mikroregion tvoří dvanáct obcí východního cípu okresu Třebíč, ležících na rozhraní mezi krajem Jihomoravským a Vysočinou. Svůj název si mikroregion zvolil podle říčky Chvojnice (přítoku do řeky Oslavy), která ve svém dolním toku vytváří hluboké údolí.

## Obce regionu Chvojnice
- Březník
- Hluboké
- Jasenice
- Jinošov
- Kralice nad Oslavou (včetně místní části Horní Lhotice)
- Krokočín
- Kuroslepy
- Lesní Jakubov
- Pucov
- Rapotice
- Sudice
- Újezd u Rosic